# Tongoloa napifera
Tongoloa napifera là một loài thực vật có hoa trong họ Hoa tán. Loài này được (H. Wolff) C. Norman miêu tả khoa học đầu tiên năm 1938.